# Bludný balvan Damestenen
Bludný balvan Damestenen, česky Ženský bludný balvan, nazývaný také Dammestenen nebo Hesselagerstenen, je největší doposud nalezený bludný balvan v Dánsku. Nachází se poblíž vesnice Hesselager v obci Svendborg na ostrově Fyn v regionu Syddanmark.

## Další informace
Bludný balvan Damestenen byl na místo dopraven zaniklým ledovcem z jižního Švédska během poslední doby ledové. Balvan je žulový 10 m vysoký, má největší obvod 45,8 m a váží cca 1000 tun. Skládá se ze středně zrnité červenošedé/šedé žuly a na několika místech má úzké pruhy diabasu. Je předmětem mnoha mýtů a legend. Kámen je chráněnou geologickou a archeologickou památkou, protože na něm jsou vyryty petroglyfy z doby bronzové. 

## Galerie

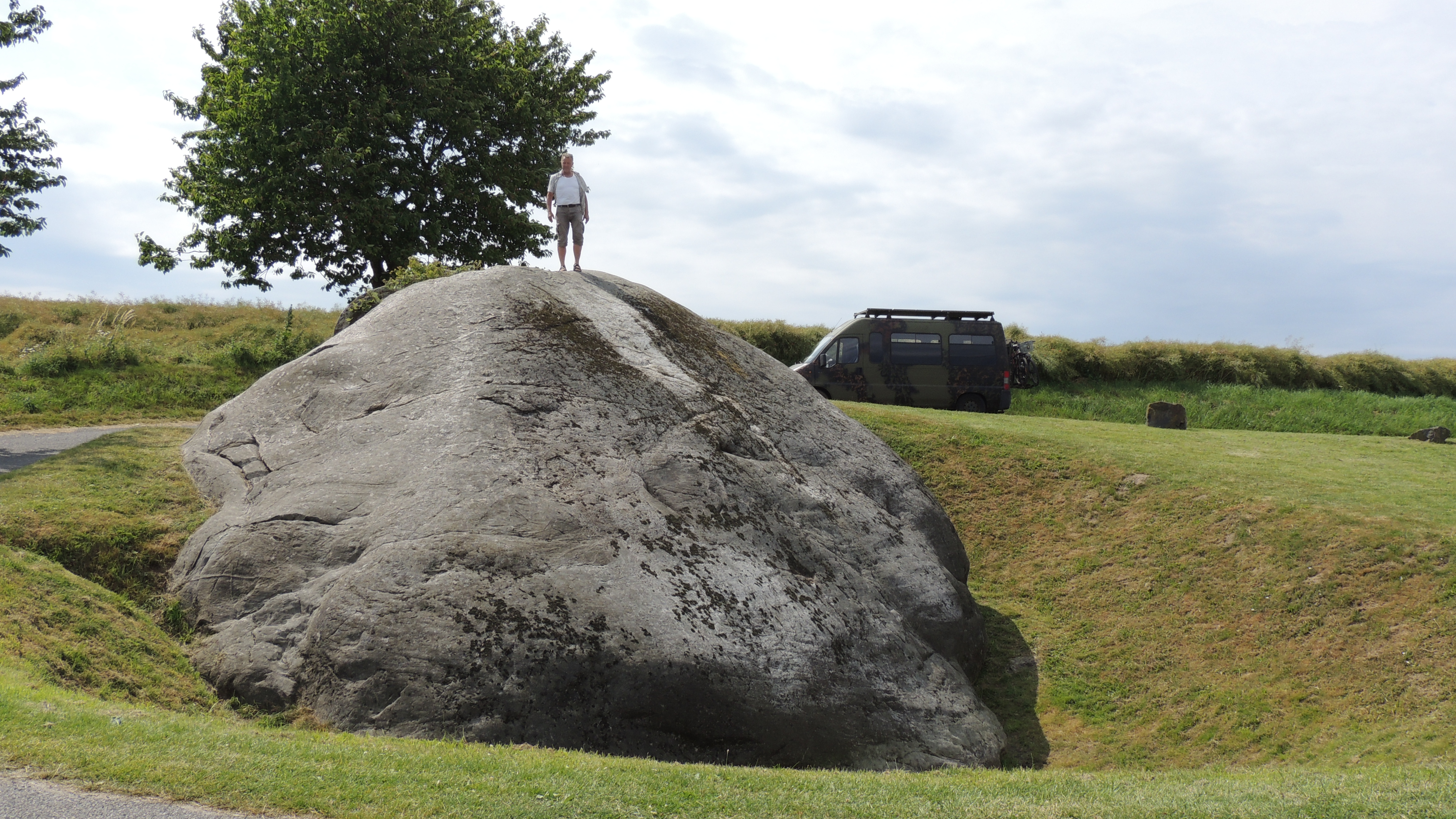
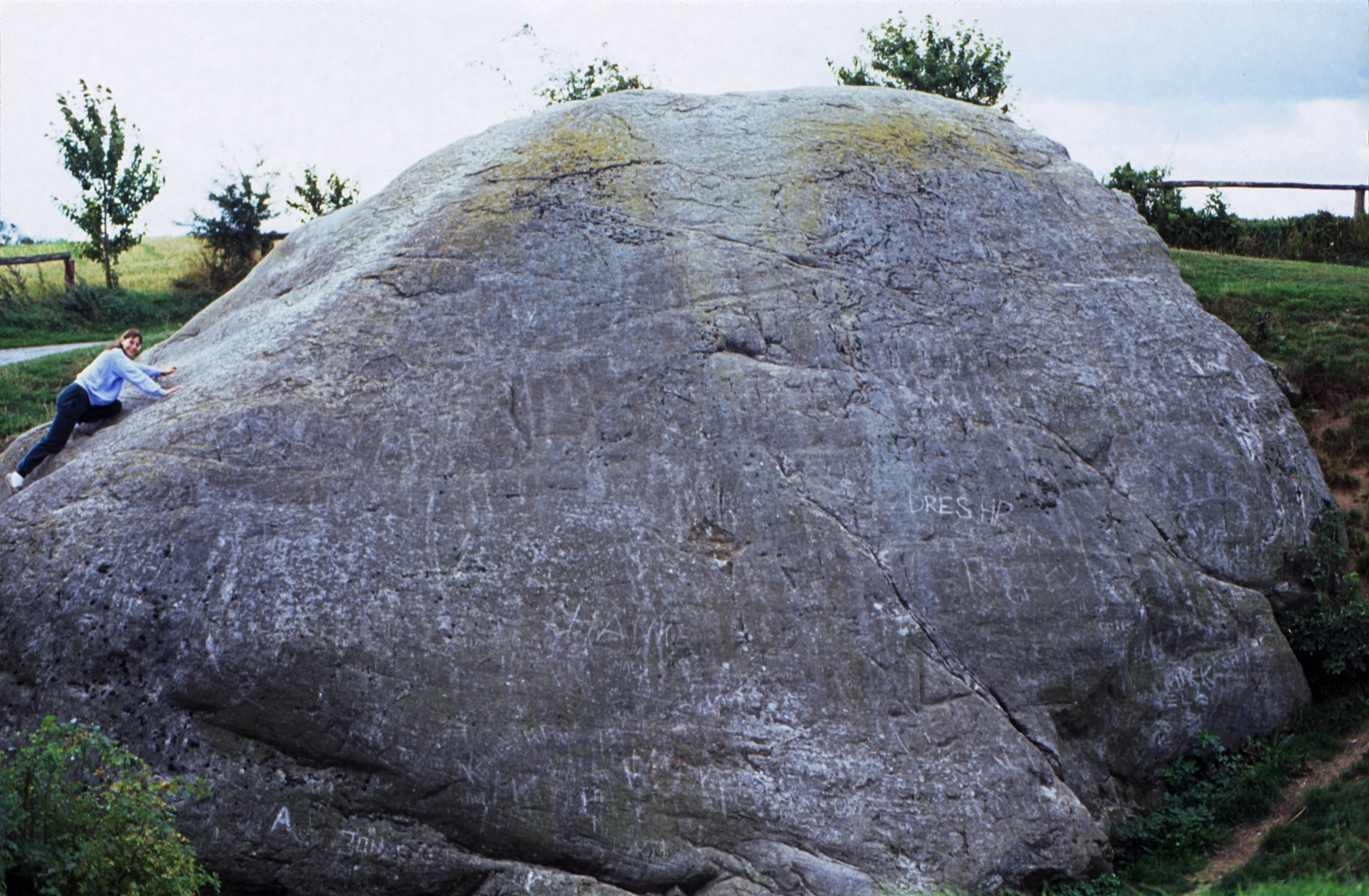